# Jenna Dewan
Jenna Lee Dewan (Hartford, Connecticut; 3 de diciembre de 1980) es una actriz, bailarina y modelo estadounidense, más conocida por haber interpretado a Nora Clark en la película Step Up.

## Biografía
Es hija de Darryll Dewan y Nancy Lee, y tiene tres hermanos menores. Sus padres se divorciaron cuando era muy pequeña y su madre se casó con Claude Brooks Smith. Tiene ancestros libaneses y alemanes.
Estudió en el Grapevine High School en Grapevine (Texas), donde además fue animadora y ganó varios premios de competición de baile, terminando sus estudios en 1999. También asistió a la Universidad del Sur de California. 
En 2003 comenzó a salir con el actor Shane West, pero la relación terminó en 2005. En 2005 comenzó a salir con el actor Channing Tatum, al que conoció durante el rodaje de la película Step Up; ambos se comprometieron en septiembre de 2008 en Maui, Hawái. y se casaron el 11 de julio de 2009 en la Iglesia Estates Vineyards en Malibú (California). Tienen una hija, Everly Elizabeth Maiselle Tatum, nacida el 31 de mayo de 2013. El 2 de abril de 2018 la pareja anunció su separación.
Desde octubre de 2018, Dewan mantiene una relación con Steve Kazee. En septiembre de 2019, anunciaron que esperaban un hijo juntos. El 6 de marzo de 2020 dio a luz a un niño llamado Callum Michael Rebel Kazee. En enero de 2024 anunció que iba a ser madre por tercera vez. Su hija, Rhiannon Lee Kathryn Kazee, nació el 14 de junio de 2024.

## Carrera
Como bailarina, Jenna ha trabajado con varios artistas, entre ellos Justin Timberlake, 'N Sync, Sean Combs, Toni Braxton, Céline Dion, Pink, Missy Elliott, Ricky Martin, Billy Crawford y Janet Jackson, bailando en conciertos y vídeos musicales. 
También ha aparecido en pequeños papeles en películas y series, como Smallville, The Hot Chick, The Grudge 2, Dark Shadows, Waterborne, Quintuplets, The Young and the Restless y Joey. 
En 2005 apareció en la película de terror Tamara, donde dio vida a Tamara Riley. En 2006 obtuvo su papel más conocido cuando interpretó a la bailarina Nora Clark en la película de música, drama y romance Step Up; por su interpretación en 2007 ganó un premio Teen Choice junto con su coprotagonista Channing Tatum en la categoría Choice Movie: Dance. Antes de participar en Step Up, Jenna interpretó el papel secundario de Sasha en la película de drama y música Take the Lead, junto con Antonio Banderas. En 2008 obtuvo el papel principal de Amber en la película de acción y romance Love Lies Bleeding; ese mismo año apareció en la película biográfica Fab Five: The Texas Cheerleader Scandal, donde dio vida a Emma Carr. En 2009 apareció en la película romántica Falling Awake y en las comedias American Virgin, donde trabajó junto con Rob Schneider, en la comedia The Six Wives of Henry Lefay, donde interpretó a Sarah Jane, y en la comedia THe Jerk Theory. Ese mismo año participó en dos episodios de la serie Melrose Place, donde interpretó a Kendra Wilson.
En 2010 apareció en la película de acción y aventura The Legend of Hell's Gate: An American conspiracy, donde interpretó a Katherine Prescott y en la comedia y romance Slightly Single in L.A. En 2011 interpretó a Rachel Matthews en la película cómica Balls to the Wall. En 2013 se unió al elenco principal de la serie Witches of East End, donde interpretó a la bruja Freya Beauchamp hasta el final de la serie en 2014. En agosto de 2015, se anunció que Jenna se había unido al elenco de la serie Supergirl, donde dio vida a Lucy Lane.

## Compañía de producción
Junto a sus amigos Reid Carolin, Adam Martingano, Brett Rodriguez y su esposo Channing, fundaron una compañía productora llamada 33andOut Productions. Su primera producción fue un documental llamado Earth Made of Glass, que sigue al presidente de Ruanda, Paul Kagame y al superviviente del genocidio Jean-Pierre Sagahutu: el filme fue seleccionado para estrenarse en la versión de 2010 del Festival de Cine de Tribeca (en inglés: Tribeca Film Festival).

## Filmografía

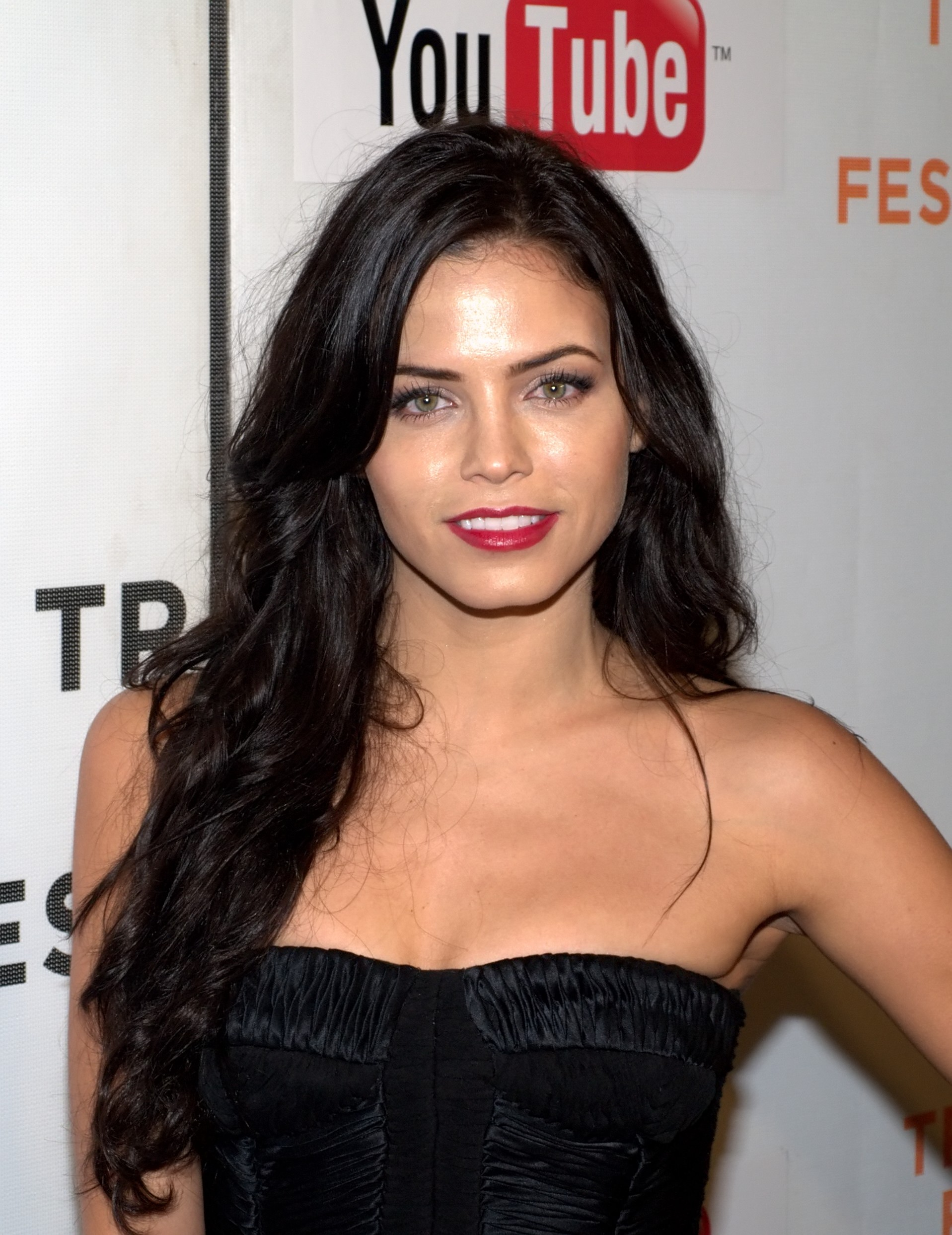
Jenna en el Tribeca Film Festival en 2010.

### Series de televisión
| Año             | Título                        | Personaje       | Notas                                         |
| --------------- | ----------------------------- | --------------- | --------------------------------------------- |
| 2004            | The Young and the Restless    | Donna           | 2 episodios                                   |
| 2004            | Quintuplets                   | Haley           | episodio "Little Man on Campus"               |
| 2005            | Joey                          | Tanya           | episodio "Joey and the Break-up"              |
| 2008            | Assorted Nightmares: Janitor  | Jennifer        | episodio # 1.1                                |
| 2009            | Melrose Place                 | Kendra Wilson   | 2 episodios                                   |
| 2011            | The Playboy Club              | Bunny Janie     | 7 episodios                                   |
| 2012            | American Horror Story: Asylum | Teresa Morrison | 5 episodios                                   |
| 2013 - 2014     | Witches of East End           | Freya Beauchamp | 23 episodios                                  |
| 2014            | The Mindy Project             | Brooke          | episodio "Be Cool"                            |
| 2015 - 2016     | Supergirl                     | Lucy Lane       | Elenco recurrente (temporada 1), 13 episodios |
| 2016            | No Tomorrow                   | Tuesday         | episodio "No Holds Barred"                    |
| 2018 - 2019     | The Resident                  | Julian Booth    | 8 episodios                                   |
| 2019            | Soundtracks                   | Joanna Kassem   | 6 episodios                                   |
| 2021 - presente | The Rookie                    | Bailey Nune     | 57 episodios                                  |
| 2022            | Superman & Lois               | Lucy Lane       | 5 episodios                                   |

### Películas
| Año  | Título                                            | Personaje          | Notas                                                                                     |
| ---- | ------------------------------------------------- | ------------------ | ----------------------------------------------------------------------------------------- |
| 2002 | The Hot Chick                                     | Bianca             | junto a Rob Schneider, Rachel McAdams y Anna Faris                                        |
| 2005 | Tamara                                            | Tamara Riley       | junto a Chad Faust                                                                        |
| 2005 | Dark Shadows                                      | Sophia             | junto a Alec Newman, Blair Brown, Jessica Chastain y Matt Czuchry                         |
| 2005 | Waterborne                                        | Devi               | junto a Christopher Masterson y Lindsay Price                                             |
| 2006 | The Grudge 2                                      | Sally              | junto a Sarah Michelle Gellar, Amber Tamblyn, Arielle Kebbel, Takako Fuji y Teresa Palmer |
| 2006 | Step Up                                           | Nora Clark         | junto a Channing Tatum y Rachel Griffiths                                                 |
| 2006 | Take the Lead                                     | Sasha              | junto a Antonio Banderas, Alfre Woodard, Rob Brown y Yaya Alafia                          |
| 2008 | Fab Five: The Texas Cheerleader Scandal           | Emma Carr          | junto a Ashley Benson y Jessica Heap                                                      |
| 2008 | Love Lies Bleeding                                | Amber              | junto a Brian Geraghty y Christian Slater                                                 |
| 2009 | American Virgin                                   | Priscilla          | junto a Chase Ryan Jeffery y Rob Schneider                                                |
| 2009 | The Jerk Theory                                   | Molly              | junto a Josh Henderson y Tom Arnold                                                       |
| 2009 | The Six Wives of Henry Lefay                      | Sarah Jane         | junto a Elisha Cuthbert y Tim Allen                                                       |
| 2009 | Falling Awake                                     | Alessandra         | junto a Nicholas González                                                                 |
| 2010 | The Legend of Hell's Gate: An American Conspiracy | Katherine Prescott | junto a Summer Glau, Jamie Thomas King, James Lafferty y Eric Balfour                     |
| 2011 | Setup                                             | Mia                | junto a 50 Cent, Ryan Phillippe, Bruce Willis y Randy Couture                             |
| 2011 | 10 Years                                          | Jess               | junto a Channing Tatum, Justin Long, Max Minghella, Oscar Isaac y Chris Pratt             |
| 2011 | Balls to the Wall                                 | Rachel Matthews    | junto a Mimi Rogers y Christopher McDonald                                                |
| 2013 | Slightly Single in L.A                            | Hallie             | junto a Kip Pardue, Lacey Chabert, Jonathan Bennett y Haylie Duff                         |
| 2013 | She Made Them Do It                               | Sarah              | junto a Mackenzie Phillips, Steve Bacic y John Walsh                                      |

### Productora
| Año  | Título              | Notas                                                   |
| ---- | ------------------- | ------------------------------------------------------- |
| 2010 | Earth Made of Glass | productora ejecutiva - junto a su esposo Channing Tatum |

### Apariciones
| Año  | Cantante                 | Canción            | Notas                                          |
| ---- | ------------------------ | ------------------ | ---------------------------------------------- |
| 2003 | Ricky Martin             | Juramento          | vídeo musical                                  |
| 2006 | Ciara                    | Get Up             | vídeo musical - aparece junto a Channing Tatum |
| 2006 | Sean Paul & Keyshia Cole | Give It Up To Me   | vídeo musical - aparece junto a Channing Tatum |
| 2010 | Christina Aguilera       | Not Myself Tonight | vídeo musical                                  |

## Premios y nominaciones
| Año  | Categoría           | Premio            | Película | Resultado |
| ---- | ------------------- | ----------------- | -------- | --------- |
| 2007 | Choice Movie: Dance | Teen Choice Award | Step Up  | Ganadora  |